# Cuora galbinifrons
Cuora galbinifrons är en sköldpaddsart som beskrevs av  René-Léon Bourret 1939. Arten ingår i släktet asksköldpaddor och familjen Geoemydidae. IUCN kategoriserar Cuora galbinifrons globalt som akut hotad.

## Underarter
Arten delas in i följande underarter:
- C. g. bourreti
- C. g. galbinifrons
- C. g. picturata

## Utbredning
Cuora galbinifrons lever i de södra delarna av den kinesiska provinsen Guangxi, Vietnam, Laos, Kambodja och på ön Hainan.
Underarten Cuora galbinifrons galbinifrons hittas i alla ovanstående områden. Cuora galbinifrons bourreti återfinns i centrala Vietnam, sydöstra Laos och nordöstra Kambodja.

## Habitat
Arten hittas i höglänta skogsområden, ofta i skydd av snårskog. Cuora galbinifrons är med stor sannolikhet en av de minst vattenlevande arterna i släktet Cuora.